# Abantis zambesiaca
Abantis zambesiaca es una mariposa de la familia Hesperiidae. Se encuentra en el oeste y el sur de Tanzania, la República Democrática del Congo (Shaba), Zambia, Malawi, Namibia (Caprivi), Mozambique y Zimbabue. El hábitat se compone de sabana y arbolado de Brachystegia.
Los adultos son atraídos a las flores y los machos adultos a los charcos de barro. Los adultos están en vuelo de agosto a noviembre y de febrero a mayo.
Las larvas se alimentan Pericopsis angolensis y Swartzia madagascariensis.